# Dryas recent

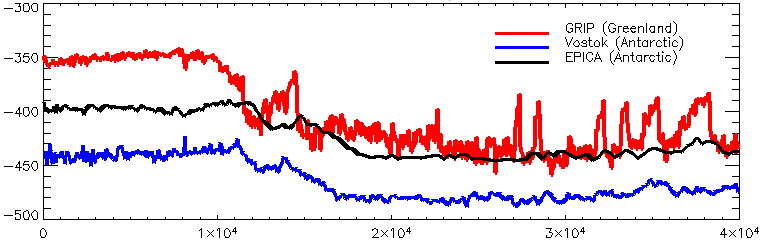
Tres registres tèrmics - el GRIP assenyala clarament el Dryas recent fa onze mil anys.

L'estadial del Dryas recent, que rep el nom de la flor alpina Dryas octopetala, fou un breu (1.300 ± 70 anys de durada) període que succeí l'interestadial Bølling-Allerød a finals del Plistocè, entre fa uns 12.700 i 11.500 mil anys. El Dryas recent precedeix el preboreal de l'Holocè inferior.
El Dryas recent també és un període climàtic Blytt-Sernander detectat a partir de capes en torbes del nord d'Europa. Se'l data fa uns 12.900-11.500 anys. L'estadial del Dryas antic superior havia precedit l'Allerød aproximadament mil anys abans del Dryas recent: durà tres-cents anys.
Hi ha indicis d'un impacte d'asteroide fa 12.900 anys a Amèrica del Nord que, segons una hipòtesi recent, podria haver iniciat el refredament del Dryas recent.

## Canvi climàtic abrupte
El Dryas recent significà un ràpid retorn a condicions glacials a les latituds més altes de l'hemisferi nord entre fa 12.900 i 11.500 anys. Això contrasta amb l'escalfament del desglaç que tingué lloc a l'interestadial anterior. Aquestes transicions duraren aproximadament una dècada. Informacions obtingudes d'isòtops tèrmicament fraccionats de nitrogen i argó provinents de testimoni de gel de Groenlàndia indiquen que el cim de Groenlàndia era uns 15 °C més fred que en l'actualitat. Des d'aleshores, no hi ha hagut cap període de canvi climàtic abrupte tan gran, estès o ràpid.

## Extensió
És difícil de determinar si el Dryas recent tingué un abast global, ja que no existeix una definició precisa de "Dryas recent" en tots els registres. A l'oest d'Europa i Groenlàndia, el Dryas recent és un període fred síncron ben determinat. Però és possible que les regions tropicals de l'Atlàntic es poguessin haver començat a refredar uns quants segles abans; a Amèrica del Sud, no s'hi troba un inici ben clar, però el final està ben definit. La "inversió antàrtica" sembla haver començat uns quants mil·lennis abans del Dryas recent i no té ni un principi ni un final ben definits; Huybers ha argumentat que es pot dir amb bastant seguretat que el Dryas recent no afectà ni l'Antàrtida, ni Nova Zelanda ni altres parts d'Oceania. De manera similar, el refredament de l'hemisferi sud, conegut com a inversió climàtica del desglaç, comença aproximadament mil anys abans del Dryas recent.
Altres esdeveniments d'aquest període són:
- la substitució dels boscos escandinaus per una tundra glacial (que és l'hàbitat de la Dryas octopetala),
- glaciacions o increment de la neu en serralades d'arreu del món,
- formació de capes de solifluxió i dipòsits de loess al nord d'Europa,
- més pols en l'atmosfera terrestre, provinent dels deserts asiàtics,
- sequera a l'est del Mediterrani, cosa que podria haver empès la cultura natufiana a inventar l'agricultura,
- la inversió de fred Huelmo/Mascardi de l'hemisferi sud començà una mica abans que el Dryas recent i acabà al mateix temps.

## Causes
La teoria més estesa manté que el Dryas recent fou causat per una reducció significant o aturada total de la circulació termohalina de l'Atlàntic nord, a causa d'un flux sobtat d'aigua dolça del llac Agassiz i del desglaç d'Amèrica del Nord. El clima global s'hauria quedat atrapat en aquest estat fins que la glaciació aturà el flux d'aigua dolça. Aquesta teoria no explica per què Amèrica del Sud es refredà abans.
Les edats glacials anteriors, probablement, no tingueren esdeveniments semblants al Dryas recent, cosa que suggereix que, sigui quin sigui el mecanisme que el provocà, té un component d'atzar.
S'especula que el Dryas recent podria haver estat causat o accelerat per l'impacte del Dryas recent.

## Principi de l'agricultura
Se sol relacionar el Dryas recent amb l'adopció de l'agricultura a l'est del Mediterrani. L'argument principal és que el fred i la sequera del Dryas recent reduí la capacitat de càrrega de la regió i obligà la sedentària cultura natufiana a adaptar-se a un patró de subsistència més flexible. Una deterioració encara més severa del clima podria haver-los obligat a conrear cereals. Mentre que hi ha un cert consens quant al paper del Dryas recent en els canvis dels patrons de subsistència durant el natufià, encara es debat la seva connexió amb els inicis de l'agricultura.